# Ogroble
Ogroble – wieś w Polsce położona w województwie łódzkim, w powiecie wieluńskim, w gminie Wierzchlas.
W latach 1975–1998 miejscowość administracyjnie należała do województwa sieradzkiego.
Na terenie Ogrobla, na skraju lasu za ostatnimi zabudowaniami wsi, znajduje się nieczynny już dziś niewielki kamieniołom o powierzchni 10 x 10 metrów i głębokości 6 metrów.
Zobaczyć tu można ciekawe odsłonięcie wapieni górnojurajskich, występujących pod pokrywą wodnolodowcowych piasków czwartorzędowych a przy dużym szczęściu – odnaleźć skamieniałości w postaci amonitów i małży.